# 包满铁路
包满铁路是中国内蒙古自治区包头市包头西站到中蒙边境滿都拉鎮的铁路，由包白铁路、白巴铁路、巴音花至满都拉铁路组成。包满铁路全长262.69公里，由中國國家鐵路集團呼和浩特局集團运营。

## 概要
包满铁路作为中国到蒙古国边境的铁路线，担当中国与蒙古国货运往来重要任务，特别是蒙古国输入的煤炭，缩短蒙古到包头的运输距离319公里，形成中蒙之间铁路往来路径，促進中蒙兩國經貿往來。包满铁路可在包头西站接入包兰铁路。

### 包白段
包头西站到白云鄂博南站经由既有线包白铁路，于1958年开通运营。，路线长度159公里，设19个车站。

### 白巴段
白巴铁路即包满铁路巴音花段，由白云鄂博南站到巴音花站，路线长度84.88公里，设6个车站。于2009年3月開工建設，并于2010年12月开通。白巴铁路建設標準為國鐵II級、單線電氣化铁路，设计时速120km/h。

### 滿都拉口岸段
滿都拉口岸段长度26.5公里，设2个车站。2016年6月动工建设，2020年8月滿都拉口岸段完工，至此包满铁路全线贯通。2022年4月28日装载蒙古国进口煤炭的集装箱列车成为包满铁路全线贯通后首趟列车。